# Akeatsí
Els Akeatsí van ser una família secundària de nakharark armenis amb possessions territorials a Baspracània.
Els menciona Moisès de Khorèn, que diu que van participar en la batalla d'Avarair amb 300 homes incorporats a l'exèrcit d'Armènia al costat de Vardanes I Mamiconi.
Cap a l'any 895 el rei d'Armènia va atacar el de Baspracània. La ciutadella de Van, on residia la princesa, va ser assetjada i després d'una breu resistència el seu defensor, de la família Akeatsí, la va entregar. El 906 una incursió musulmana va arribar fins prop de Van i la va rebutjar Tadeu Akeatsí, governador de Shamiran i del districte de Djuash (al nord-est de Baspracània) a la batalla de Phaitakshtan; un altre combat va tenir lloc a Gerat. Els atacs àrabs es van estendre per la regió del llac Urmia (principalment per Zarevand al nord-oest) i Shahpuh Akeatsí, un germà de Tadeu, va morir en un combat lliurat a Liugik. A partir de mitjans del segle x no se'ls menciona més.